# Zwarte eikenmineermot
De zwarte eikenmineermot (Stigmella svenssoni) is een vlinder uit de familie dwergmineermotten (Nepticulidae). De wetenschappelijke naam is voor het eerst geldig gepubliceerd in 1971 door Johansson.
De soort komt voor in Europa.